# Stanisław Biel (alpinista)
Stanisław Biel (ur. 22 kwietnia 1929 w Krakowie, zm. 19 lutego 2021 w Krakowie) – polski wspinacz i alpinista, autor licznych artykułów o tematyce wspinaczkowej.

## Osiągnięcia wspinaczkowe
- 1957 – droga Magnogne'a na Petit Dru
- 14 lipca 1959 – Liskamm drogą Thomsona
- 21-22 lipca 1959 – pierwsze polskie przejście północnej ściany Grandes Jorasses
- 25-26 kwietnia 1959 – przejście wschodniej ściany Matterhornu
- 1960 – zimowe przejście grani Riły
- 20-22 sierpnia 1959 – przejście północnej ściany Matterhornu
- 31 sierpnia – 2 września 1961 – pierwsze polskie przejście północnej ściany Eigeru
- 14 sierpnia 1967 – wejście na Pik Lenina w Pamirze

W sierpniu 1957 roku Stanisław Biel doznał poważnych obrażeń uczestnicząc w alpejskiej akcji poszukiwawczej na Mont Blanc. Poszukiwano zaginionego wcześniej polskiego alpinisty, Stanisława Grońskiego (ps. „Mojżesz”) i jego dwóch jugosłowiańskich towarzyszy. W tej akcji zginął Wawrzyniec Żuławski, prezes Klubu Wysokogórskiego. Zespołu Grońskiego nie odnaleziono (uważa się, że ponieśli śmierć w szczelinie lodowej).

## Publicystyka
- Stanisław Biel – Lawina na Mont Blanc du Tacul w sierpniu 1957 r.. wgorach.iap.pl. [zarchiwizowane z tego adresu (2007-08-11)].
- Stanisław Biel – Afganistan: ginący świat. wgorach.iap.pl. [zarchiwizowane z tego adresu (2007-08-06)].